# 올림픽 네덜란드령 안틸레스 선수단
올림픽 네덜란드령 안틸레스 선수단은 1952년부터 2008년까지 올림픽에 참가한 네덜란드령 안틸레스 선수단이다. 네덜란드 왕국의 한 국가로서 네덜란드령 안틸레스는 네덜란드의 1956년 하계 올림픽 보이콧을 지지했으며, 1980년 하계 올림픽에서 미국 주도의 보이콧에도 동참했다. 네덜란드령 안틸레스는 동계 올림픽에 2번 참가했다. 
네덜란드령 안틸레스 올림픽 위원회는 1931년에 만들어졌으며, 1951년부터 2011년에 네덜란드령 안틸레스의 해체로 인해 소멸될 때까지 국제 올림픽 위원회의 승인을 받았다. 2012년 하계 올림픽에서 네덜란드령 안틸레스는 올림픽 독립 선수단으로 참가했다. 

## 같이 보기
- 올림픽 아루바 선수단
- 분류:네덜란드령 안틸레스의 올림픽 참가 선수
- 동계 올림픽에 참가한 열대 국가